# Góra Świętej Anny

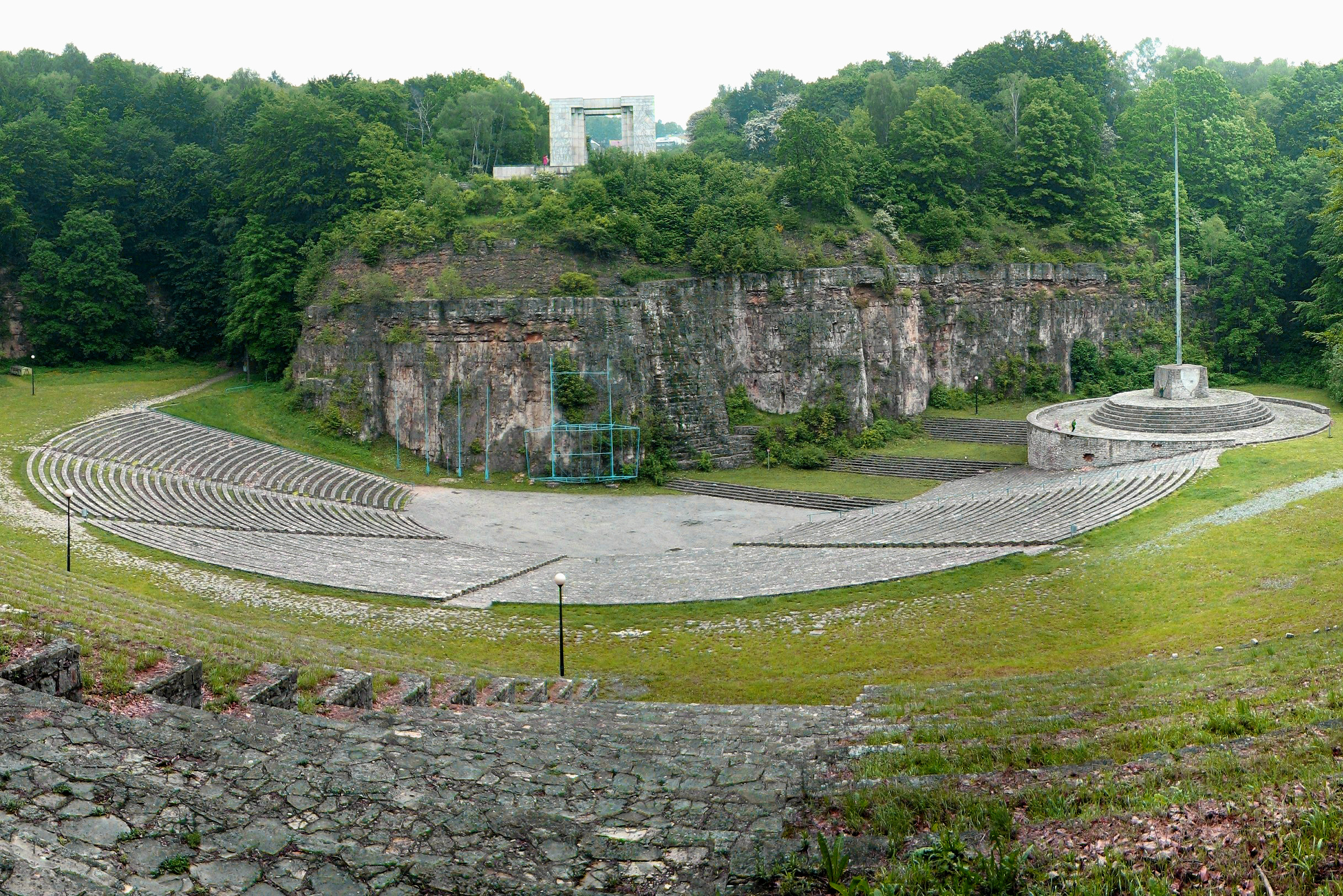
Friluftsteater i Góra Świętej Anny.

Góra Świętej Anny (tyska St. Annaberg) är en by i Opole vojvodskap i södra Polen. Byn har 580 invånare.